# 晨星公司

晨星公司（英語：Morningstar, Inc.；NASDAQ：MORN），是美國一家對全球資本市場與基金有獨立投資研究的權威評級機構，其總部位於伊利諾伊州芝加哥，也是全球從事基金評級業務的唯一一家上市公司。該公司是由美國億萬富翁等級企業家喬・曼索托於1984年所創立。晨星公司在29個國家設有業務，其研究和建議對資產管理行業具有影響力，而晨星分析師的積極或消極的建議可以使資金流入或流出基金。截至2020年9月30日，該公司通過其資產管理部門管理的資產超過2,440億美元。該公司還為專業投資者提供數據平台和軟件，其中包括 Morningstar Direct 和 Morningstar Advisor Workstation。

## 公司沿革

### 成立以前
1982年，當喬・曼索托回顧了他向幾位知名基金經理要求的共同基金年度報告時，萌生了晨星計劃（Morningstar）的想法。然而，直到哈里斯協會（Harris Associates）擔任股票分析師一年後，看到基金行業和潛在競爭對手近在咫尺，他才確信機會就在這裡。

### 公司成立
1984年，喬・曼索托在芝加哥的一間臥室的公寓中創立晨星（Morningstar），初期投資為80,000美元。晨星這個名字取自亨利·戴維·梭羅（Henry David Thoreau）所著的《沃爾登》（Walden）中的最後一句話: “太陽不過是晨星”。
1998年，晨星公司與軟銀集團在日本成立了一家合資企業。1999年7月，晨星公司獲得來自軟銀集團的9100萬美元投資，軟體銀行取得晨星公司20％的股份。

### 公開上市與擴張
2005年5月3日，晨星進行了首次公開發行，以每股18.50美元的價格發行了7,612,500股。晨星的上市方式值得注意。他們選擇遵循Google的腳步，並使用公開發行的方法而不是傳統方法。這使個人投資者可以對股票的價格進行出價，並允許所有投資者享有平等的機會。
2006年，晨星收購伊博森公司 (Ibbotson Associates, Inc.)，一家投資研究機構。2007年，晨星收購標普全球的全球基金數據業務。
2010年，晨星收購信用評級機構 Realpoint，並開始為機構投資者提供結構性的信用等級和研究。同年，晨星以1,830萬美元收購 Old Broad Street Research Ltd. (OBSR)，一家英國基金研究，評級和投資諮詢服務提供商。收購完成後，命名為 Morningstar OBSR。
2014年，晨星收購 ByAllAccounts, Inc.，一家金融應用創新數據聚合技術提供商。
2016年，晨星以大約2.25億美元收購 PitchBook Data 的剩餘所有權。同年9月，晨星公司宣布已任命庫納爾·卡普爾（Kunal Kapoor）為首席執行官，自2017年1月起生效，曼索托同時擔任執行主席。，
2019年，晨星以6.69億美元收購全球第四大信用評級機構 DBRS。收購完成後，DBRS 與晨星信用評級業務結合。
2020年，晨星達成收購 Sustainalytics 的協議，一家專門研究環境、社會和治理（ESG）見解的研究和評級公司。同年，晨星同意收購 PlanPlus Global，一家總部位於加拿大的財務計劃和風險評估軟件公司。
2021年，晨星宣布將以3500萬英鎊收購澳大利亞財富管理平台 Praemium (ASX: PPS) 的英國及國際（包括澤西島、香港和迪拜）業務。
2022年，晨星宣布將以6億至6.5億美元收購標普全球的 Leveraged Commentary & Data (LCD) 業務，一家專門提供槓桿貸款市場數據公司。

## 主要十大股東
截至2021年2月，喬・曼索托擁有晨星已發行股票的約44％。
| 排名 | 股東名稱                                     | 持股量 (百分比)   |
| ---- | -------------------------------------------- | ----------------- |
| 1    | Select Equity Group                          | 2,235,907 (5.22%) |
| 2    | 領航投資 (Vanguard Group)                    | 2,003,694 (4.68%) |
| 3    | Kayne Anderson Rudnick Investment Management | 1,792,120 (4.18%) |
| 4    | BAMCO                                        | 1,337,835 (3.12%) |
| 5    | Atlanta Capital Management                   | 1,327,700 (3.10%) |
| 6    | 富達投資 (Fidelity)                          | 956,415 (2.23%)   |
| 7    | 貝萊德 (BlackRock)                           | 907,098 (2.12%)   |
| 8    | Wasatch Advisors                             | 841,717 (1.97%)   |
| 9    | 摩根大通 (J.P. Morgan)                       | 647,189 (1.51%)   |
| 10   | 文藝復興科技公司 (Renaissance Technologies)  | 601,670 (1.41%)   |

## 企業文化
晨星推崇平等、自由的企業文化，芝加哥總部新辦公樓內所有人員均無封閉辦公室，包括CEO本人也與普通員工一樣在開放式的辦公室裡有一張辦公桌，充分體現了晨星的平等與開放文化。公司活動相對其他金融業企業較多，包括夏季在芝加哥總部辦公室天台上舉辦露台派對，季度團隊活動以及年終舞會等。放鬆的公司文化與金融行業傳統的嚴肅死板大為不同，也因此吸引了眾多富有天賦的員工。

## 產品及服務
晨星公司服務的對象有金融顧問、資產管理公司、退休計畫供應商和贊助者及個人投資者。晨星提供投資項目的資料，包括股票、共同基金、指數股票型基金(ETF)、類似工具，還有及時全球市場資料，關於股票、指數、期貨、選擇權、商品和貴重金屬等。而公司產品及服務包括:

### Morningstar Investment Management
晨星公司通過其投資管理子公司為客戶諮詢和管理超過2,150億美元的資產。

### Morningstar Advisor Workstation
Morningstar Advisor Workstation 是一種網站為基礎的投資計畫系統。

### Morningstar Direct
Morningstar Direct 是一個軟件平台，可提供數據和分析功能，以幫助機專業構投資經理制定新產品和投資組合。該產品主要基於雲端運算。

### Morningstar Indexes
Morningstar Indexes 是一套投資指數，針對特定市場，例如中國基金市場所研究開發的指數係列，旨在及時、忠實地記錄和反映該基金市場發展的歷史、現狀及其趨勢，為投資人提供資產分配模型和投資收益分析的工具。

### 風險評級
晨星對公開交易的共同基金、指數股票型基金(ETF)的評級分類，提供簡化篩選基金的工具，幫助投資人快速了解並評估一檔基金。晨星的星號評級，會將基金排名分為1-5顆星。這些排名根據該基金的報酬、風險、費用，與同類基金的表現相比得出，每檔基金分別有3年、5年、10年的風險評級，並合併為總體評級。晨星評級的基金，至少要有36個月總報酬率才會有基金評級，晨星的評級機制是以基金過往表現，用客觀方式分析，按調整風險後收益(MRAR)作表現排名，評級結果主要是找出值得再進一步研究的基金，並非買賣的建議。

### 信貸評級 (NRSRO)
2010年，晨星收購了 Realpoint，後者是私募股權巨頭 Capmark Finance 的前部門，並且是一家全國認可的統計評級組織 (NRSRO)。該公司更名為晨星信用評級，並與標準普爾、穆迪、惠譽國際和類似的華爾街公司競爭，以提供對結構性債務產品（包括抵押支持證券和資產支持證券）的研究和評級。如今，Morningstar信用評級對結構性金融產品（CMBS、RMBS、CLO）和公司/金融機構均發布信用評級。
在2019年5月29日，晨星宣布通過以6.69億美元的價格收購 DBRS 來顯著擴大其評級業務的廣度和範圍。

## 投資研究方法
晨星堅持對證券和資產的基本面進行分析。對基金和保險產品的分析將追溯至其投資組合的具體證券品種。晨星並不預測股票價格等短期內的市場波動和走勢，而是通過計算公司真正的內在價值，判定其市場價格是否背離了公司本身的價值。在投資理財計劃方面，晨星認為，個人投資者應當了解投資的過程和原則，在投資組合層面考慮投資策略和行為。因為能否實現適合個人境況和要求的理財目標，是衡量投資成功與否的唯一標準。

## 在外國的分支機構
晨星公司全球總部位於美國伊利諾伊州芝加哥，另在29個國家設有37個區域辦事處，包括紐約、倫敦、香港、東京、巴黎、悉尼及深圳等地。

### 晨星日本
晨星日本 (東證1部：4765) 是日資思佰益 (SBI Holdings) 與晨星公司的合資企業，前者持股48.82%，而後者佔33.19%。

## 獎項及殊榮

### 投資相關
- 2013年，12位股票研究人員獲得《華爾街日報》的最佳研究員稱號
- 2014年，晨星平板應用軟件獲得 Tabby Awards Finalist 獎項
- 2015年，榮獲投資周刊市場創新獎
- 2016-2019年，連續四年榮獲《亞洲私人銀行家》評選的最佳服務提供商（基金研究）殊榮
- 2017年，榮獲《亞洲私人銀行家》評選的最佳市場數據提供商獎項
- 2021年，晨星旗下的 Sustainalytics 榮獲 IFR Awards 的 ESG Opinion Provider of the Year 2020
- 2021年，晨星旗下的 Sustainalytics 榮獲 ESG Investing 評選的 Best ESG Ratings Provider for 2021
- 2021年，晨星旗下的 Sustainalytics 榮獲 Environmental Finance 評選的 External assessment provider of the year 2021
- 2021年，榮獲 Professional Adviser Awards 2021 的 Best Ratings/Research Service for Advisers 獎項、Best Discretionary Fund Manager 及 Best ESG Solution for Advisers 10強

### 企業管治
- 2009年，榮獲美國商業研究會評選的最佳雇主101強
- 2010年，榮獲美國平面設計協會評選的芝加哥設計先鋒獎
- 2010年，榮獲美國體驗網評選的最佳雇主20強
- 2011年，榮獲《財富》雜誌評選的全球最佳雇主100強（第95位）
- 2011年，榮獲布瑞爾街新新人類雇主50強
- 2011年，榮獲芝加哥講壇評選的最佳雇主100強
- 2011年，榮獲科倫公司評選的芝加哥最佳發展企業50強
- 2012年，榮獲《財富》雜誌評選的全球最佳雇主100強（第89位）
- 2012年，榮獲玻璃門網站評選的最佳雇主50強
- 2015-2017年，連續三年榮獲智聯招聘評選的中國年度最佳雇主深圳最佳雇主30強
- 2017年，榮獲由卓越職場（Great Place to Work）評選的美國、加拿大最佳職場

## 影響力及批評
晨星在投資管理行業被認為是有實力的，該公司的評級和建議通常會影響基金管理的資產。基金經理經常在市場營銷材料中使用公司的“star”評級，而積極的星級會給基金的策略帶來信譽。晨星的分析師和數據經常在《紐約時報》、《華爾街日報》和《金融時報》等媒體上引用。
2017年10月，《華爾街日報》刊登了頭版專題報導，批評晨星公司的影響力，並質疑該公司評級系統的預測能力。 晨星公司提供了定量分析，顯示高評級的基金優於低評級的基金作為回應，但警告不要將評級用作未來業績的確定性指標。
2021年2月，美國證券交易委員會 (SEC) 指控晨星允許信用評級分析師調整金融模型，導致債券發行人獲得更好的條款，在某些情況下，減少了投資者的利息收入。而且，晨星未對此番調整進行合規披露。

### Morningstar晨星年度基金獎
Morningstar晨星年度基金獎是晨星基金評價體系的重要組成部分。晨星每年都會從近6,000多只基金中評選幾隻優秀的基金，強調質量並重，得獎基金除了必須在當年度及過去年度都取得理想的績效外，也需具備優質的管理，以反映基金管理團隊對投資人利益的關注。本著服務投資人的精神，Morningstar的遴選方法著重在管理團隊為投資人所帶來的價值，獲獎更是肯定其對投資人的貢獻。
晨星年度基金獎的評選方法包括定量篩选和定性評價。定量篩選考察以下幾個方面：基金當年度以及長期業績、風險、風險調整後收益；基金經理在當年度是否變動；年度費率等。定性評價則考察基金經理任職時間、基金公司管理團隊的穩定性、投資組合與投資策略的一致性等。

## 資料來源
1. ↑  . 2021-02-26.
2. ↑  .   [2021-02-18].
3. ↑  . Financial Times.   [2021-02-25]. （原始内容存档于2020-03-01）.
4. ↑  Del Guercio, Diane; Tkac, Paula. . Journal of Financial and Quantitative Analysis. 2001-02-01, 37  [2021-02-25]. doi:10.2139/ssrn.286157. hdl:10419/100799. （原始内容存档于2020-04-24） –ResearchGate.
5. ↑  .   [2021-02-25]. （原始内容存档于2019-11-12）.
6. ↑  . Financial Times.   [2021-02-25]. （原始内容存档于2020-03-01）.
7. 1 2  .   [May 3, 2007]. （原始内容存档于2021-01-25）.
8. ↑  .   [May 3, 2007]. （原始内容存档于2016-03-04）.
9. 1 2  Fetterman, Mindy. . USA Today. November 14, 2005  [May 3, 2007]. （原始内容存档于2011-06-22）.
10. 1 2  . USA Today. February 12, 2001  [May 21, 2007]. （原始内容存档于2011-05-23）.
11. ↑  . 紐約時報. July 9, 1999  [May 3, 2007].
12. ↑  .   [May 3, 2007]. （原始内容存档于2011-07-19）.
13. ↑  . Morningstar. Authors list列表中的|first1=缺少|last1= (帮助)
14. ↑  . Integrity Research Associates.   [February 27, 2007]. （原始内容存档于2020-02-18）.
15. 1 2  Solsman, Anusha Shrivastava And Joan E. . March 19, 2010  [2021-02-25]. （原始内容存档于2021-02-06） –www.wsj.com.
16. ↑  . Mornginstar. Authors list列表中的|first1=缺少|last1= (帮助)
17. ↑  Cohen, Margaret Kirch. . CISION.
18. ↑  Lerman, Rachel. . Seattle Times.   [2021-03-06]. （原始内容存档于2017-06-20）.
19. 1 2  Banerji, Gunjan. . WSJ.   [2021-02-25]. （原始内容存档于2021-01-27）.
20. ↑  .   [2021-02-27]. （原始内容存档于2020-12-02）.
21. ↑  . 尊嘉金融. marketwatch.   [December 21, 2021]. （原始内容存档于2022-02-13）.
22. ↑  Gottlich, Max. . Seeking Alpha.   [2022-04-22]. （原始内容存档于2022-04-14）.
23. ↑  .   [February 28, 2021]. （原始内容存档于2017-02-03）.
24. ↑  Neal, Ryan W. . www.investmentnews.com.   [2021-02-27]. （原始内容存档于2019-11-12）.
25. ↑  . Financial Planning. May 5, 2010  [2021-02-27]. （原始内容存档于2020-08-10）.
26. ↑  Beals, Rachel Koning. . MarketWatch.   [2021-02-27]. （原始内容存档于2020-10-30）.
27. ↑  Krouse, Kirsten Grind, Tom McGinty and Sarah. . WSJ.   [2021-02-27]. （原始内容存档于2020-12-02）.
28. ↑  Huebscher, Robert. . Advisor Perspectives. October 29, 2017  [2021-02-27]. （原始内容存档于2021-01-17）.
29. ↑  . www.morningstar.com.[]
30. ↑  Michaels, Dave. . The Wall Street Journal. February 17, 2021  [2021-02-28]. （原始内容存档于2021-04-21）.